# Lodovico Frapolli
Louis oder Lodovico Frapolli (* 26. oder 23. März 1815 in Mailand; † 25. April 1878 in Turin) war ein italienischer Geologe und Politiker.

## Leben
Seine Familie stammte ursprünglich aus Scareglia im Schweizer Kanton Tessin und hatte sich in Mailand niedergelassen.
1840 brach er als österreichischer Major seine Militärkarriere ab und studierte Geologie in Paris. Als Zivilingenieur unternahm er Studienreisen durch Frankreich, Deutschland und Schweden. Im Sommer 1846 hielt er an der kaiserlichen Akademie in Berlin einen Vortrag Betrachtungen über die Lage der neptunischen Formation und über die Bildung der Erdrinde. Um 1847 verfasste er einen Aufsatz über die Lagerung der secundären Flöze im Norden des Harzes.
1848 beteiligte er sich an den italienischen Befreiungskämpfen, der Risorgimento und Römischen Republik, für die er auf Mission in Paris war. Nachdem er 1849 aus Frankreich ausgewiesen wurde, beantragte er im Tessin Asyl und erhielt infolge seiner Herkunft die Schweizer Staatsbürgerschaft. Er wurde Mitarbeiter einiger liberaler Zeitungen und hatte engen Kontakt zur Tipografia Elvetica, die 1853 geschlossen wurde. Er engagierte sich für den Bau der Straße durch das Val Colla, die Schaffung des kantoner Lyzeums und interessierte sich für Eisenbahnfragen.
1859 nahm er am Krieg gegen Österreich teil. Von 1860 bis 1874 war er Abgeordneter im italienischen Parlament auf Seiten der radikalen Opposition. Er führte diplomatische und militärische Aufträge aus. 1866 traf er sich in Berlin mit György Klapka.
1864 beteiligte er sich als Freimaurer am Zusammenschluss freimaurerischer Großlogen zum Grande Oriente d’Italia. Nach Abdankung des Großmeisters Nigra wurde der Erste Deputierte Großmeister Filippo Cordova, der dieses Amt sei 1861 innehatte, zum neuen Großmeister. 1869 wurde Frapollis Großmeister des Großorients. Unter seinem Vorsitz trat ein Kongress von 150 Logen in Florenz zusammen und einigte sich auf allgemeine Grundsätze, die teilweise scharf antiklerikal waren. Während seiner Amtszeit verlegte er den Sitz des Großorients von Florenz in das eroberte Rom. Bei Ausbruch des Deutsch-Französischen Kriegs (1870/1871) eilte er zu Giuseppe Garibaldi, der auf französischer Seite kämpfte, und legte seine Großmeisterwürde am 7. September 1870 nieder. Bis zur Ersatzwahl wurde für ihn Giuseppe Mazzoni mit der Führung betraut.
Er soll Suizid begangen haben.

## Werke
- Transformation de l´aldéhyde en acétal. Paris 1858
- Lodovico Frapolli: i fondamenti della prima massoneria italiana : Una voce ; gli Statuti generali dell’Ordine ; Regolamenti e rituali (Die Grundlagen der ersten italienischen Freimaurerei: Ein Punkt; allgemeine Gesetze des Ordens, Regeln und Rituale) 1864[7]
- Système national et système social. Paris 1850[8]
- Sur la Caractère Géologic; In Bulletin de la Soc. Géol. de France. 1847, S. 627[9]